# Нихалой

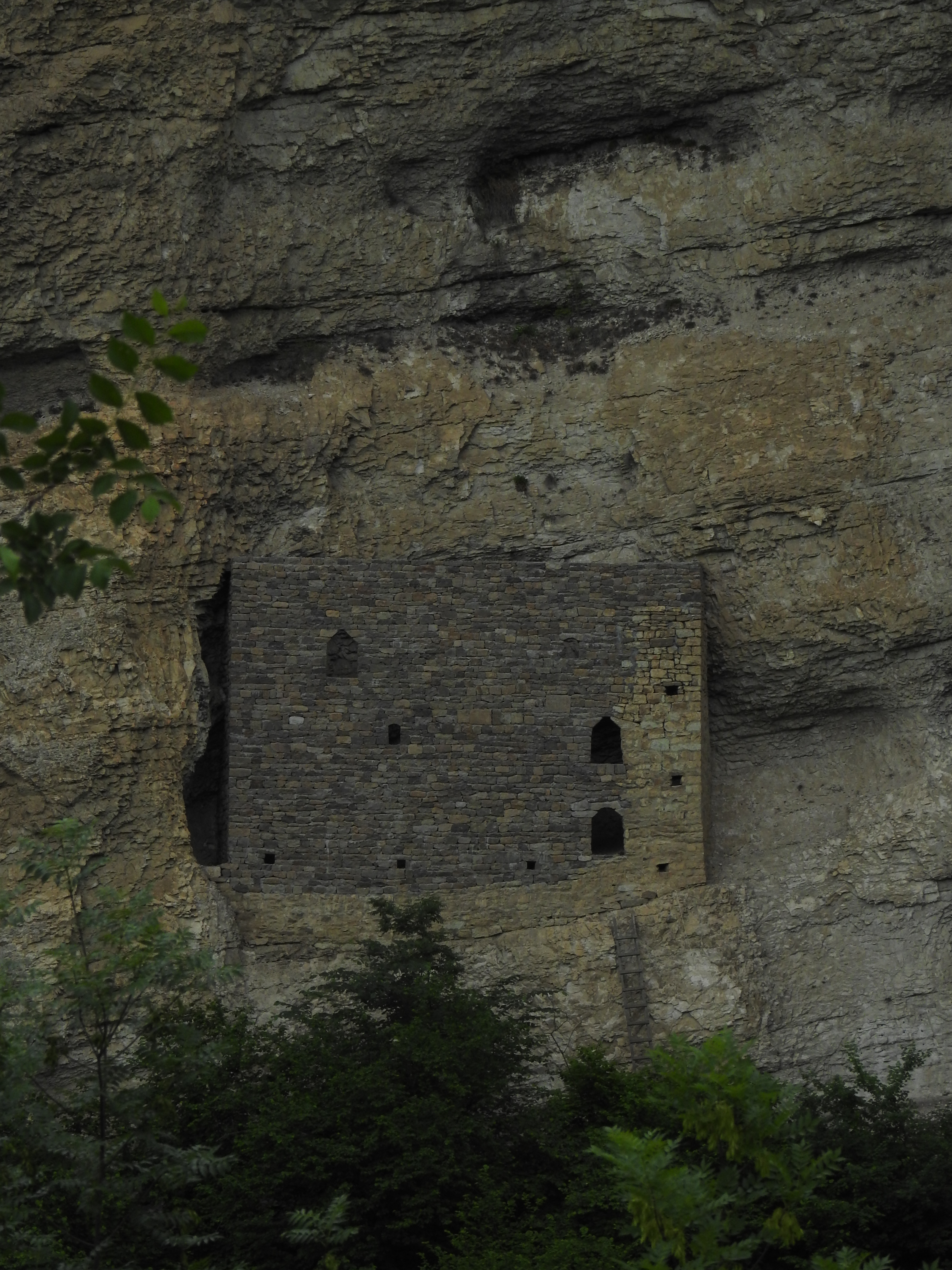
Наскальная башня в Нихалое. Входящая в Чеченскую сигнальную систему.

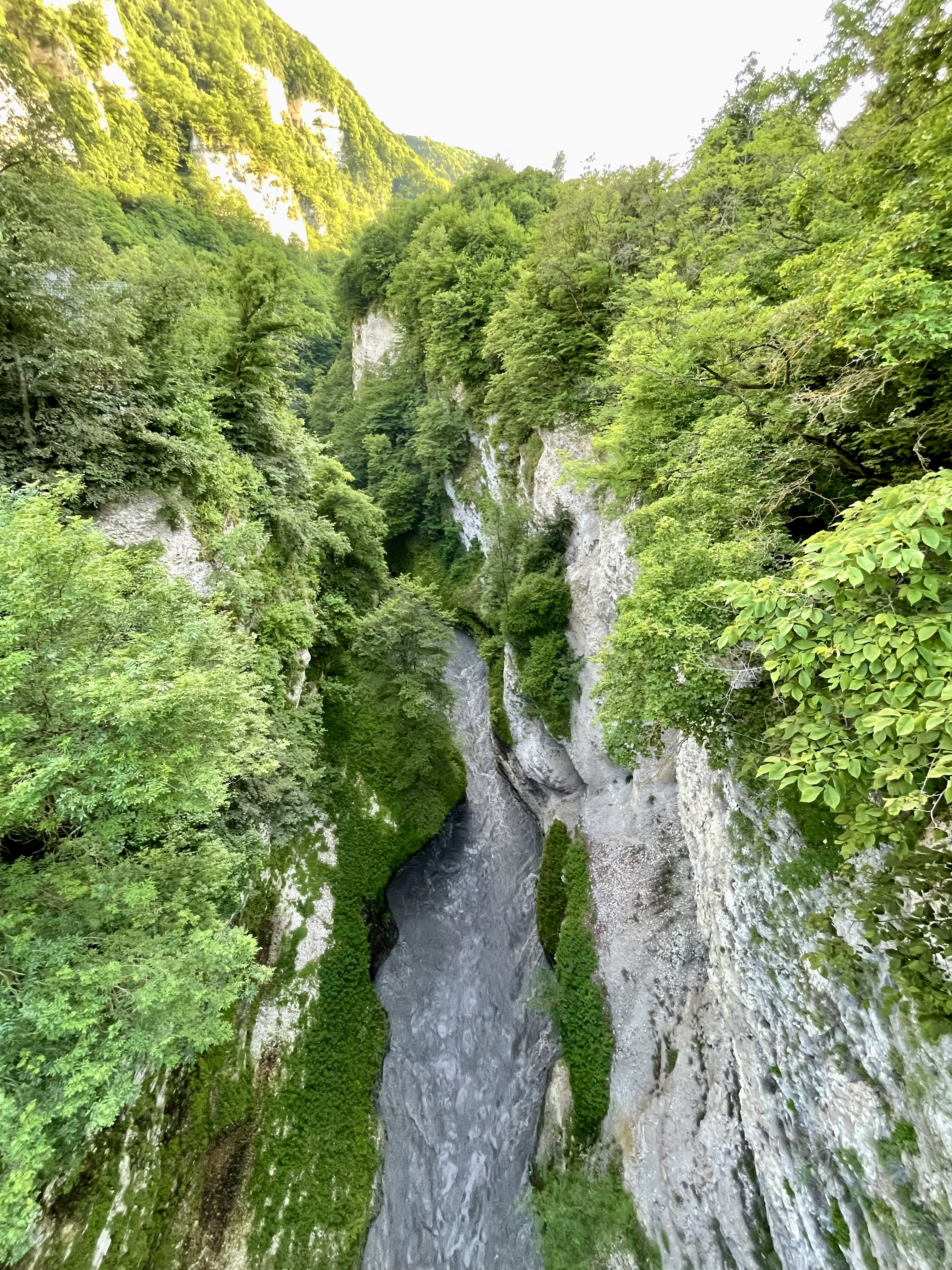
Аргун у Нихалоя

Нихалой (чечен. Нихала) — село в Шатойском районе Чечни. Образует Нихалойское сельское поселение.

## География
Село расположено на левом берегу реки Аргун, к югу от районного центра Шатой.
Ближайшие населённые пункты: на севере — село Горгачи, на северо-востоке — село Гуш-Керт, на северо-западе — село Рядухой, на юго-западе — село Гучум-Кале, на западе — село Борзой, на востоке — село Урдюхой.
Вблизи села находятся Нихалоевские водопады.

## Этимология
По предположению Ахмада Сулейманова, название Нихала, вероятно, произошло от названия напитка Ниха (с чеч. — «брага, буза»). По мнению Сулейманова, такое название могло появиться в языческие или христианские времена, когда жившие здесь жрецы и монахи готовили на праздники отменную брагу для паломников, что, как уверен  Сулейманов, подтверждают местные топонимические названия. Так, например, на юго-западной окраине села есть объекты с названиями Оьлгуз-тӀи (с чеч. — «храме на») и Оягуз-дукь или Элгаз-дукъ (с чеч. — «храмовый хребет»), а на южной окраине села расположены Элгаз-кхаш (с чеч. — «храмовые пашни»).

## Население
Селение Нихалой (Нихала) представляет собой небольшое этническое сообщество, признающее наличие генетических родственных связей с гучан-кхаллинцами и чӀиннахойцами.
| 1990 | 2002 | 2010 | 2012 | 2013 | 2014 | 2015 |
| ---- | ---- | ---- | ---- | ---- | ---- | ---- |
| 294  | ↘262 | ↗443 | ↗465 | ↗474 | ↗492 | ↗502 |
| 2016 | 2017 | 2018 | 2019 | 2020 | 2021 | 2023 |
| ↗517 | ↘516 | ↗517 | ↗521 | ↘519 | ↗526 | ↗528 |
| 2024 |      |      |      |      |      |      |
| ↗532 |      |      |      |      |      |      |

## Образование
- Нихалойская муниципальная средняя общеобразовательная школа[22].